# Креветки-чистильщики
Креветки-чистильщики — общее название плавающих десятиногих ракообразных класса высших раков, которые очищают от паразитов другие организмы. Это одна из разновидностей симбиоза. В данном случае рыба избавляется от паразитов, а креветка получает корм. Иногда на коралловых рифах благодаря креветкам-чистильщикам и прочим чистильщикам,  возникают места — «станции», где скапливаются животные, стремящиеся избавиться от паразитов.
Поведение креветок-чистильщиков схоже с поведением рыб-чистильщиков. Иногда создаётся впечатление, что они присоединяются к губановым, освобождающим рыб от паразитов.
Принадлежат к одному из трёх семейств:
- Palaemonidae
  - Periclimenes yucatanicus[англ.], Ancylomenes magnificus[англ.]
- Hippolytidae
  - Lysmata amboinensis[1]
- Stenopodidae
  - Stenopus hispidus[2].

Креветок-чистильщиков иногда содержат в аквариумах с морской водой.